# アケロン (ダンジョンズ&ドラゴンズ)
アケロン(Acheron)（発音: [ˈætʃərən] ACH-ər-ən）、またの名を地獄の戦場アケロン(The Infernal Battlefield of Acheron)は、ダンジョンズ&ドラゴンズ ・ファンタジー・ロールプレイングゲームにおいて秩序にして中立／秩序にして悪の属性を持つ存在の次元界である。これはプレーンスケープ 、グレイホーク 、フォーゴトン・レルム の一部の版、などのキャンペーンセッティングで使用されたダンジョンズ&ドラゴンズ 標準宇宙観を構成する、属性を基にした17の外方次元界の内の1つである。

## 解説
アケロンは果てしない戦闘の続く、永遠の戦場である。そこは、いかなる善の意図よりも規則が優先される法の次元界である。勝利の機会も停戦もない、大規模な軍勢同士の果てしない戦闘がこの次元界全体で行われている。この次元界の各階層は、大陸サイズから小島サイズまで様々な大きさの莫大な数の鉄の立方体で構成される。これらの全てが本当に立方体であるわけではないが、にもかかわらずそれらは一般に立方体と呼ばれる。立方体は空気に満ちた無限大の空間に浮遊しており、ときおり互いに衝突し合う。
立方体の表面は居住可能であり、重力は常に立方体の中心に向いている。また立方体の内部は大洞窟群と坑道網でいっぱいである。
アケロンの明かりは、明るい月夜の晩から暗い曇天の日程度の明るさの間で変動する。戦闘の音響はこの次元界中に反響し、常に遠方からでも聞こえる。

## 構造
他の外方次元界と同様に、アケロンの空間は無限大であり、無限大の4つの階層ないしは亜次元で構成される。アケロンの第1階層であるアヴァラスは、両隣の次元界である九層地獄バートルや機械じかけの涅槃境メカヌスと境界を接しており、特定の場所においてアケロンとこれらの次元界間の移動が可能である。

## 階層
アケロンは4つの既知の階層を持つ。

### アヴァラス
アケロンの第1階層であるアヴァラスは戦の原 とも呼ばれている。ここは金属立方体の密度がこの次元界で最も高く、そのため最も戦闘が行われる場所でもある。各立方体には要塞が点在しており、戦場で覆われている。立方体同士の衝突は小さな立方体への分裂を引き起こすため、小さな立方体ほどこの階層に古くから存在すると言える。
ニシュレック は立方体の1つであり、グルームシュを筆頭に、バーグトルゥ、イルネヴォール、ルシックらが含まれるオークのパンテオンがここを本拠とする。
ブラルムの領地であるハイブ・フォートレス は、アヴァラスに存在する。
神罰城 は、圧政を司る神格であり、ハイローニアスの異母兄弟であるヘクストアの領地である。ここでヘクストアは彼の軍勢を統括しており、大闘技場 と呼ばれる施設でその演習を行わせる。
クランガー と呼ばれる立方体は、ゴブリンの神格であるマグルビイェト、クルゴルバイヤグ、ノモグ・ギアヤの領地である。

### トゥルダニン
地理的にはアヴァラスと同様に多数の巨大な立方体から構成されているが、トゥルダニンの人口は、アヴァラスと比べて少数である。この階層の立方体は、戦闘による傷痕やへこみが多く残されている。表面には多くの穴が開いており、この次元界における果てしのない戦闘による残骸でいっぱいの迷宮に通じている。兵器やその他の装置の残骸が立方体内部を覆っており、ときおり精巧に作り上げられた未だ使用可能な武器さえ発見されることがある。
トゥルダニンには「保存性」の特徴があり、物体でもクリーチャーでもこの階層にある期間以上滞在したものは何でも石化されてしまう。その事をよく知っている訪問者はここに決して29日以上滞在しようとはしない。
ドゥエルガルの神格であるラドグウェルの領地、ハンマーグリム はトゥルダニンに存在する。

### ティンティブルス
6面の立方体が主流を占める他の階層と異なり、ティンティブルスでは4面体、5面体、8面体やその他の多面体が多数存在する。これらの多面体は灰色の火山岩でできており、分厚い塵の層で覆われている。ここは多元宇宙で魔法の研究に最も適した場所と言われており、魔法使いの図書館が散在している。

### オカントゥス
第4階層には通常の物体は存在しないが、黒い氷でできている剃刀のように鋭利な多数のかけらが存在する。この多数のかけらは高速で飛び回り、刃の嵐 と呼ばれる現象を引き起こすため、クリーチャーが生存するには適さない環境である。
オカントゥスの果てには死と魔法を司る女神格であるウィー・ジャスの領地、カバル・マカブル が存在する。彼女の領地は巨大で精巧に彫刻された氷の城の形をとっており、青白い光で輝いている。ウィー・ジャスは彼女のいる位置から1/4マイル以内の刃の嵐を鎮める力を持っており、そのため自分の領地を維持することが可能である。カバル・マカブルは、オカントゥスとアケロンの更なる深層との間の障壁であるかもしれない巨大な黒い氷層の上に位置している。

## 創作元
アケロンはアケローン川―ステュクスの支流の1つであり、ギリシア神話のハーデースの別名―にちなんで名付けられた。

## 追加文献
- リチャード・ベイカー; ジェイムズ・ワイアット (2004年). Player's Guide To Faerun. ウィザーズ・オブ・ザ・コースト. ISBN 0-7869-3134-5

| 外方次元界   |            |              |                |                |
| セレスティア | バイトピア | エリュシオン | ビーストランズ | アルボレア     |
| アルカディア | ↑善↑       | ↑善↑         | ↑善↑           | イスガルド     |
| メカヌス     | ←秩序      | アウトランズ | 混沌→          | リンボ         |
| アケロン     | ↓悪↓       | ↓悪↓         | ↓悪↓           | パンデモニウム |
| バートル     | ゲヘナ     | ハデス       | カルケリ       | アビス         |